# XIX. dalmatinska divizija NOVJ-a
Devetnaesta (sjeverno) dalmatinska udarna divizija NOVJ-a formirana je u prvoj polovini listopada 1943. u Biovičinom Selu u Bukovici. U njen sastav su ušle Peta, Šesta i Sedma dalmatinska brigada NOVJ-a s oko 3 600 boraca. Pod zapovjedništvom štaba divizije djelovala je i Grupa sjevernodalmatinskih NOP odreda.
U siječnju 1944., Sedma dalmatinska brigada prešla je u Liku i taktički je potčinjena 35. diviziji. Nakon njenog službenog ulaska u sastav 35. divizije, lipnja 1944., u Dalmaciji je formirana Četrnaesta dalmatinska brigada NOVJ-a radi formacijske popune Devetnaeste divizije.
Od osnivanja, pa do kraja rata, divizija je bila u sastavu Osmog dalmatinskog korpusa. Oblast sjeverne Dalmacije bila je dio oblasti koju je pokrivao njemački 15. brdski korpus Druge oklopne armije. Do početka prosinca 1943. oblast je držala 114. lovačka divizija, a zatim 264. pješadijska divizija, 1. pukovnija Brandenburg i 92. motorizirana pukovnija.
Devetnaesta divizija vodila je ofenzivne akcije protiv njemačkih i kvislinških pozicija u sjevernoj Dalmaciji, kao i u graničnim dijelovima s Likom, Bosnom i u srednjoj Dalmaciji, u suradnji s drugim snagama NOVJ-a. Protiv jedinica divizije njemačko zapovjedništvo organiziralo je više desetina većih i manjih operacija, koristeći pri tom osim njemačkih snaga i dijelove VI. i VII. ustaškog zdruga i Dinarske divizije JVuO.
Početkom rujna 1944. zbog krize u Srbiji Druga oklopna armija bila je prisiljena da s područja Devetnaeste divizije izvuče 1. pukovniju Brandenburg i 92. motoriziranu pukovniju. Time je došlo do promjene odnosa snaga i 19. divizija je prešla u ofenzivu protiv 264. divizije, ustaša i četnika. U sklopu tih borbi divizija je zauzela Benkovac 9. rujna, potukavši njemačku ojačanu 2. bojnu 891. pukovnije, četničku Benkovačku brigadu i V. ustašku bojnu. S obzirom na to da je Benkovac predstavljao ključnu točku za obranu sjeverne Dalmacije, Nijemci su ga nakon trodnevne borbe uspjeli ponovno zauzeti. Nakon jednomjesečnih borbi za okolna uporišta, 19. divizija je 10. listopada konačno oslobodila Benkovac.
Nakon koncentriranja ostalih snaga Osmog korpusa pokrenuta je Kninska operacija, kojom je likvidirana osnovna uporišna točka na desnom krilu njemačke "zelene linije" fronte i uništena 264. divizija.
Od 20. ožujka 1945. divizija je, u sastavu 4. armije, sudjelovala u Ličko-primorskoj i Tršćanskoj operaciji protiv njemačkog 15. i 97. brdskog korpusa, koji su u ovim operacijama uništeni.